# Barna vízipiton
A barna vízipiton (Liasis fuscus) a hüllők (Reptilia) osztályának a pikkelyes hüllők (Squamata) rendjébe, ezen belül a pitonfélék (Pythonidae) családjába tartozó faj.

## Előfordulása
Megtalálható Nyugat-Ausztrália északi részén, illetve a Sir Charles Hardy-szigeteken, a Cornwallis-szigeteken a Torres-szorosban és Pápua Új-Guineában. Indonéziában, Pápua tartomány déli részén is él.  
A legnagyobb populációsűrűség az Adelaide-folyó árterületénél található meg.

## Alfajai
Jelenleg nem ismert alfaja.

## Megjelenése
A kifejlett egyedek átlagosan 2 méter hosszúak, de akár a 3 métert is elérhetik. Robusztus testű. Hosszú fejjel rendelkeznek, amely kissé elkülönül a nyaktól. Fején hőérzékelő szerv található.
Színe egységes, hátszíne irizáló sötét feketésbarna. Hasszíne fakótól az élénksárgáig terjed.

## Viselkedése, életmódja
Hétköznapi nevével ellentétben sok egyed az év nagy részében a víztől távol él. Általában éjszaka aktív, nappal menedéket keres üreges rönkökben, a folyók partján és a növényzetben. Ha megijed, igyekszik elmenekülni a legközelebbi vízbe. Nem mérges.
Étrendje különböző gerincesekből áll. Madsen és Shine (1996) egyik tanulmánya szerint az Adelaide-folyó árterületén élő példányok elsősorban sötét patkányokon (Rattus colletti) élnek.

## Szaporodása
A párzás júliusban és augusztusban zajlik, amely után a nőstények átlagosan kb. 12 tojást raknak. Az ivadékok az 57-61 napos keltetés után bújnak ki kb. 30 centiméteres hosszúsággal.

## Fordítás
- Ez a szócikk részben vagy egészben a Liasis fuscus című angol Wikipédia-szócikk ezen változatának fordításán alapul.  Az eredeti cikk szerkesztőit annak laptörténete sorolja fel. Ez a jelzés csupán a megfogalmazás eredetét és a szerzői jogokat jelzi, nem szolgál a cikkben szereplő információk forrásmegjelöléseként.